# Spencer Redford
Spencer Redford (Rochester, Míchigan, 10 de agosto de 1983) es una cantante y actriz estadounidense, conocida por interpretar a Loretta en Pixel Perfect una película original de Disney Channel. 

## Filmografía
| Año  | Título                        | Rol                           | Notas                           |
| ---- | ----------------------------- | ----------------------------- | ------------------------------- |
| 2002 | Vampire Clan                  | Jeanine Leclair               | Película para video             |
| 2002 | Even Stevens                  | Chris                         | 1 episodio                      |
| 2002 | They Shoot Divas, Don't They? | Libby                         | Película para televisión        |
| 2002 | The Young and the Restless    | Caitlin                       | Número desconocido de episodios |
| 2003 | That's So Raven               | Serena Valentine              | 1 episodio                      |
| 2003 | Joan de Arcadia               | Leslie Sophie (no acreditada) | 2 episodios                     |
| 2004 | Pixel Perfect                 | Loretta Modern                | Película para televisión        |
| 2004 | Judging Amy                   | Nicole Phillips               | 1 episodio                      |
| 2004 | The Trail to Hope Rose        | Charmaine Stough              | Película para televisión        |
| 2005 | Arrested Development          | Teen Sally                    | 1 episodio                      |
| 2005 | Jake in Progress              | Mallory Ward                  | 1 episodio                      |
| 2007 | Shanghai Kiss                 | Jessica                       | Película para video             |
| 2007 | Look                          | Sherri Van Haften             | Para cine                       |

## Discografía
- I Am Spencer - EP (2004)
- Wasted Space (2012)